# Verde Hooker

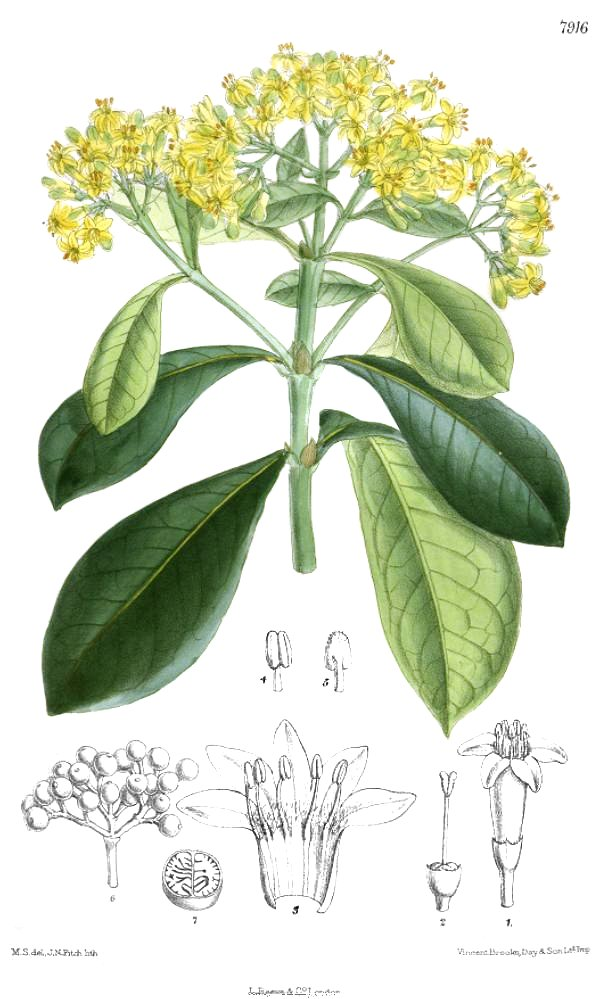
Ilustración de la planta rubiácea sudafricana Psychotria capensis, por Joseph Dalton Hooker, publicada en Curtis's botanical magazine en 1909

Verde Hooker o Verde de Hooker (del inglés Hooker’s green) es la denominación colectiva de varios pigmentos verdes compuestos que se usan en pintura artística.

## Historia y usos
El verde Hooker fue desarrollado originariamente por el botánico, ilustrador y explorador inglés Sir Joseph Dalton Hooker (1817–1911), quien fuera director del Real Jardín Botánico de Kew y presidente de la Royal Society. La intención de Hooker fue obtener un verde para emplear especialmente en ilustración botánica. El color de su invención era una mezcla de azul de Prusia y guta.
En un principio, el verde Hooker se encontraba principalmente en colores para acuarela de origen inglés. Aunque varios autores de fines del siglo XIX y principios del XX señalan que este color se lograba mediante la mezcla de azul de Prusia y guta, en ocasiones se le elaboraba con pigmentos de alizarina. La fórmula original tenía la desventaja de que el componente amarillo (guta) se decoloraba al ser expuesto a la luz, con lo que el verde se volvía azul.
Thomas W. Salter, en 1869, indicaba la existencia de dos variedades de verde Hooker: la N.º 1, a la que describía como «un verde hierba claro», y la N.º 2, «un verde más profundo y poderoso».
|            | Verde Hooker (N.º 1) | Verde Hooker (N.º 2) |
| HTML       | #44944A              | #3B7861              |
| RGB        | (68, 148, 74)        | (59, 120, 97)        |
| HSV        | (125°, 54 %, 58 %)   | (157°, 51 %, 47 %)   |
| Referencia | [ 5 ]                | [ 5 ]                |

Posteriormente se desarrolló una mezcla de mejor permanencia, compuesta de verde de ftalocianina y amarillo Hansa o amarillo de cobalto. Ralph Mayer, en su libro Materiales y técnicas de arte, advierte que el verde Hooker solo puede reproducirse utilizando azul de Prusia o de ftalocianina para el componente azul, mientras que para el componente amarillo se ha de elegir un pigmento permanente.
La mayoría de los «verdes Hooker» de la actualidad son de un color verde amarillento más bien apagado.